# Логичке видео-игре
Логичке видео-игре су жанр видео-игара које укључују решавање логичких задатака. Њима се могу тестирати многе способности решавања проблема, укључујући логику, препознавање образаца, решавање секвенци и попуњавање речи.

## Дефиниција и игра
Логичке игре се фокусирају на логичке и концептуалне изазове, такође понекад игре додају притисак времена или друге акционе елементе. Иако многе акционе и авантуристичке игре захтевају размишљање у циљу прибављања недоступних објеката, права логичка игра се фокусира на решавање логичких задатака као примарне активности. Игре често укључују облике, боје или симболе, и играч мора да директно или индиректно манипулише њима по специфичном обрасцу.
Уместо представљања насумичних задатака за решавање, логичке игре обично нуде низ повезаних мозгалица које су сличног типа. Тај тип може бити препознавање образаца, логика или разумевање процеса. Ове игре обично имају једноставна правила, где играчи померају делове на мрежи или неком другом интерактивном простору. Играчи морају да открију трагове како би победили и прешли на следећи ниво. Завршавањем једног задатка, сваки следећи ће бити изазовнији, иако неке игре избегавају да преморе играча тако што нуде лакше нивое између тежих.

## Типови логичких игара
Постоји велики распон логичких игара. Неке пружају играчу насумичан асортиман блокова или делова које они морају да организују на одговарајући начин, као што су Tetris, Klax и Lumines. Друге презентују игру на табли и играч треба да реши задатак достижући циљ (Bomberman, The Incredible Machine).
Логичке игре се обично лако развијају и прилагођавају разним системима (аркадама, кућним конзолама, личним дигиталним помоћницима и мобилним телефонима).

### Акционе логичке игре
Акционе или аркадне логичке игре захтевају да играч помера делове игре у окружењу у реалном времену, често на једном екрану и са временским ограничењем да реши задатак или заврши ниво. Ово је термин који се користио да опише неколико подскупова логичке игре. Примарно, укључује падајуће блокове као што је Тетрис или Клакс. Укључује игру са карактерима који се померају кроз средину, контролисаним или директно (Lode Runner) или индиректни (Lemmings). Ово може да пређе на друге акционе жанрове: платформна игра у којој је потребан новелски механичар да заврши нивое "puzzle platformer", као што је манипулисање временом у Braid. Коначно, укључује друге акционе игре које захтевају тајминг и прецизност са повезивањем образаца или логичким способностима, као што је из првог лица Portal.
Друге акционе логичке игре укључују Team Ico's Ico и Shadow of the Colossus.

### Игре са скривеним објектима
Игра са скривеним објектом (понекад названа скривена слика) је жанр логичких видео-игара у којој играч мора да пронађе предмете са листе који су скривени на слици. Игре скривених објеката су популарне у  casual gamingу, и веома су јефтине. Верзије с ограниченим временом ових игара су често доступне на интернету.
Рана игра скривених објеката јеAlice: An Interactive Museum. Computer Gaming World је репортирао 1993. да "једна мана тражења по екрану је да после неког времена се развије 'clickitus' прстију када непрестано ударамо по мишу као кокошка по фарми".
Издавачи за игре скривених објеката укључују Sandlot Games, Big Fish Games, Awem Studio, SpinTop Games, и Codeminion. Примери игара с скривеним објектима укључују Awakening, Antique Road Trip (оба од Boomzap Entertainment), Dream Chronicles (PlayFirst), Mortimer Beckett (RealArcade/GameHouse), Mystery Trackers (од Elephant games), Hidden Expedition и Mystery Case Files (оба од Big Fish Games).

### Игра откриј слику
Игра откриј слику је тип логичке игре која укључује откривање слике део по део.

### Физичка игра
Физичка игра  је тип логичке видео-игре где играч мора да користи физику у игрици да реши задатак. Физичке игре користе реалистичну физику да учине игру захтевнијом. Жанр је посебно популаран у онлајн флеш играма и мобилним играма. Едукатори су користили ове игре да демонстрирају принципе физике.
Популарне физичке игре укључују The Incredible Machine, World of Goo, Crayon Physics Deluxe, Angry Birds, Cut the Rope, Peggle, Portal, Portal 2, и Monster Strike.

### Спајање плочица
У видео играма са спајањем плочица, играч манипулише плочицама да би оне нестале према одговарајућем критеријуму. Они укључују игре "падајућег блока" варијацију на Tetris, игре које захтевају делове да се замене Bejeweled или Candy Crush Saga, и игре у којима се делићи гађају као што је Zuma. У многим скоријим играма на ову тему, критеријум је да се постави дати број плочица истог типа тако да се они споје. Тај број је често три, и одговарајући подсет ових игара се реферира као "спој три игре".

### Традиционалне логичке игре
Такође постоје многе дигиталне адаптације традиционалних логичких игара, попут Solitaire и Mahjong Solitaire. Чак су и игре са познатим речима, бројевима или асоцијацијама адаптиране као игра Dr. Kawashima's Brain Training.

## Историја

### Порекло и популарност
Логичке видео-игре дугују своје порекло задиркивачима мозга и слагалицама кроз историју човечанства. Многе едукационе игре су створене у раним годинама конзолних игара, и створиле образац за игре које укључују размишљање и стратегију без икакве акције или авантуре. Слично играма лавиринта у аркадним играма је постојао други претходник логичким играма (погледај 1979's Heiankyo Alien, на пример). Skyler Miller из GameSpot каже да Atari Video Cube из 1982. „добија мој глас као прва права логичка видео-игра”, укључујући игру сличну Рубиковој коцки у дводимензионалном простору. Слична игра је објављена претходне године, 1981, за Atari 400/800 као блокбастер од Alan Griesemerа и Stephen Bradshawа.
Рана акциона игра са елементима мозгалице је Конамијев Loco-Motion 1982. Игра Sokoban, такође из 1982, замишљена је као логичка, без тајмера или елемената реалног времена. Sokoban је био широко клониран и његова сржна механика укључена у друге игре. 1984 Puzzle Panic за Atari 8-bit family специфично користи реч „пазл” у наслову игре. Uncle Henry's Nuclear Waste Dump (1986) има сличности са Тетрисом, ипак је била објављена пре Тетриса доспевајући у САД, и аутор тврди да је није видео.
Друге ране логичке игре укључују платформере попут Door Door (1983), Lode Runner (1983), и Doki Doki Penguin Land (1985),.
Tetris је створен да револуционира игрице и популаризује жанр логичких игара. Игра је створена од стране руског дизајнера игрица Алексеја Пажитнова 1985. Инспирисана је традиционалном логичком игром Pentomino, у којој играчи слажу падајуће блокове у редове без настајања прореза. Игра је доживела успех када је изашла од стране Spectrum Holobyte за MS-DOS 1987 и Atari Games  1988, и продато је 30 милионакопија на Game Boyу самом.

### Усавршавање
Оригинални Tetris је инспирисао серију наставака и клонова. Међутим, било је и иновативних игрица , укључујући Pipe Mania, 1989 излази и изазива играче да направе непрекинути ланац цеви да би скренули токсичну течност.
1990-е су такође доживеле излазак Lemmings, која је сматрана за једну од највећих логичких игара свих времена. Игра укључује сериу чудовишта која без мозга упадају у смртоносне ситуације, и играч добија способност да да специфичне задатке специфичним леминзима да би их одвео на сигурно.
1994 је означена налетом интересовања за mahjong video игре из Јапана.
Када је Minesweeper изашао за Windows 95, мејнстрим публика је прихватила коришћење миша за играње логичких игара.